# Annaelsa Tartaglione
Annaelsa Tartaglione (Isernia, 27 maggio 1989) è una politica italiana.

## Biografia
Avviata alla politica appena maggiorenne, nel 2009 è vice coordinatore provinciale di Isernia e componente della cabina di regia del coordinamento regionale del Molise “Giovane Italia” (PdL). Nel 2010 è capo delegazione Campania-Molise Giovani Italiani PPE Bruxelles. Nel 2012 viene eletta vice segretario del coordinamento provinciale di Isernia per Il Popolo delle Libertà ed è componente dell’ufficio di presidenza del coordinamento regionale del partito. 
Laureatasi in scienze politiche dell’amministrazione presso l’Università degli Studi del Molise, nel 2014 diventa coordinatrice regionale Club Forza Silvio Molise e l'anno successivo coordina l’ufficio politico regionale Forza Italia Molise dell’ex ministro Nunzia De Girolamo. Nel 2016 diviene collaboratore parlamentare presso il Senato della Repubblica. Nell'agosto 2017 Silvio Berlusconi la nomina coordinatore regionale di Forza Italia in Molise.
Alle elezioni politiche del 4 marzo 2018 viene eletta alla Camera dei deputati nel Collegio plurinominale Puglia - 04 ed è membro della I Commissione (Affari Costituzionali, della Presidenza del Consiglio e Interni) e della Commissione bicamerale per la Semplificazione. Il 30 marzo 2021 è eletta vicepresidente del gruppo parlamentare.
Alle elezioni politiche anticipate del 25 settembre 2022 viene candidata per la Camera dei deputati come capolista nel collegio plurinominale del Molise non risultando rieletta. Nel marzo del 2023 Claudio Lotito diventa coordinatore di Forza Italia in Molise al suo posto.